# Arenales Serrano
Pour les articles homonymes, voir Argüello.
María Arenales Serrano Argüello, née le 12 avril 1963, est une femme politique espagnole membre du Parti populaire (PP).

## Biographie

### Vie privée
Elle est veuve.

### Études et profession
Arenales Serrano est diplômée économiste de l'université de Valladolid. Elle détient un master en direction de petite et moyenne entreprise. Elle est professeure en analyse de bilans d'entreprises.

### Activités politiques
Arenales Serrano est élue conseillère municipale de Valladolid en 1991 et réélue en 1995. Durant son premier mandat, elle est porte-parole adjointe du groupe populaire municipal alors dans l'opposition. Durant le second, elle est conseillère municipale aux Affaires européennes, à la Jeunesse et aux Écoles ateliers dans l'équipe du maire conservateur Francisco Javier León de la Riva.
Elle est élue députée aux Cortes de Castille-et-León lors des scrutins de 1999, 2003 et 2007. Elle y préside la commission de la Présidence de 2003 à 2007. Elle démissionne en 2008 lorsqu'elle est élue sénatrice de la circonscription de Valladolid.
Lors des élections générales du 20 novembre 2011, elle est élue députée de Valladolid au Congrès des députés. Elle est à nouveau élue sénatrice lors des deux scrutins suivants, en décembre 2015 et juin 2016.